# Callospermophilus lateralis
Espèce
Statut de conservation UICN

 LC  : Préoccupation mineure
Répartition géographique
Callospermophilus lateralis est une espèce d'écureuil qui vit dans les forêts d'Amérique du Nord. Il fait partie des rongeurs de la famille des Sciuridés. Certains auteurs le classent dans le sous-genre Callospermophilus.
En français, cette espèce est appelée Spermophile à manteau doré ou Écureuil terrestre à manteau doré et Spermophile à mante dorée ou Spermophile à mante rayée au Canada.

## Morphologie
Ce spermophile de 23 à 30 cm de long possède une tête et des épaules de couleur dorée, légèrement cuivrée. Le corps est plus sombre et présente sur chaque flanc une bande blanche bordée de noir. Le ventre est presque blanc, de même que la fine ligne encerclant les yeux.
Il ressemble beaucoup à Spermophilus saturatus, l'autre espèce de spermophile rayé, mais la rayure latérale de S. saturatus est plus atténuée sur les épaules et son ventre est plus roux.
On ne doit pas le confondre avec les tamias qui sont plus petits, moins massifs, et possèdent en supplément des rayures au niveau de la tête.

## Comportement

### Alimentation

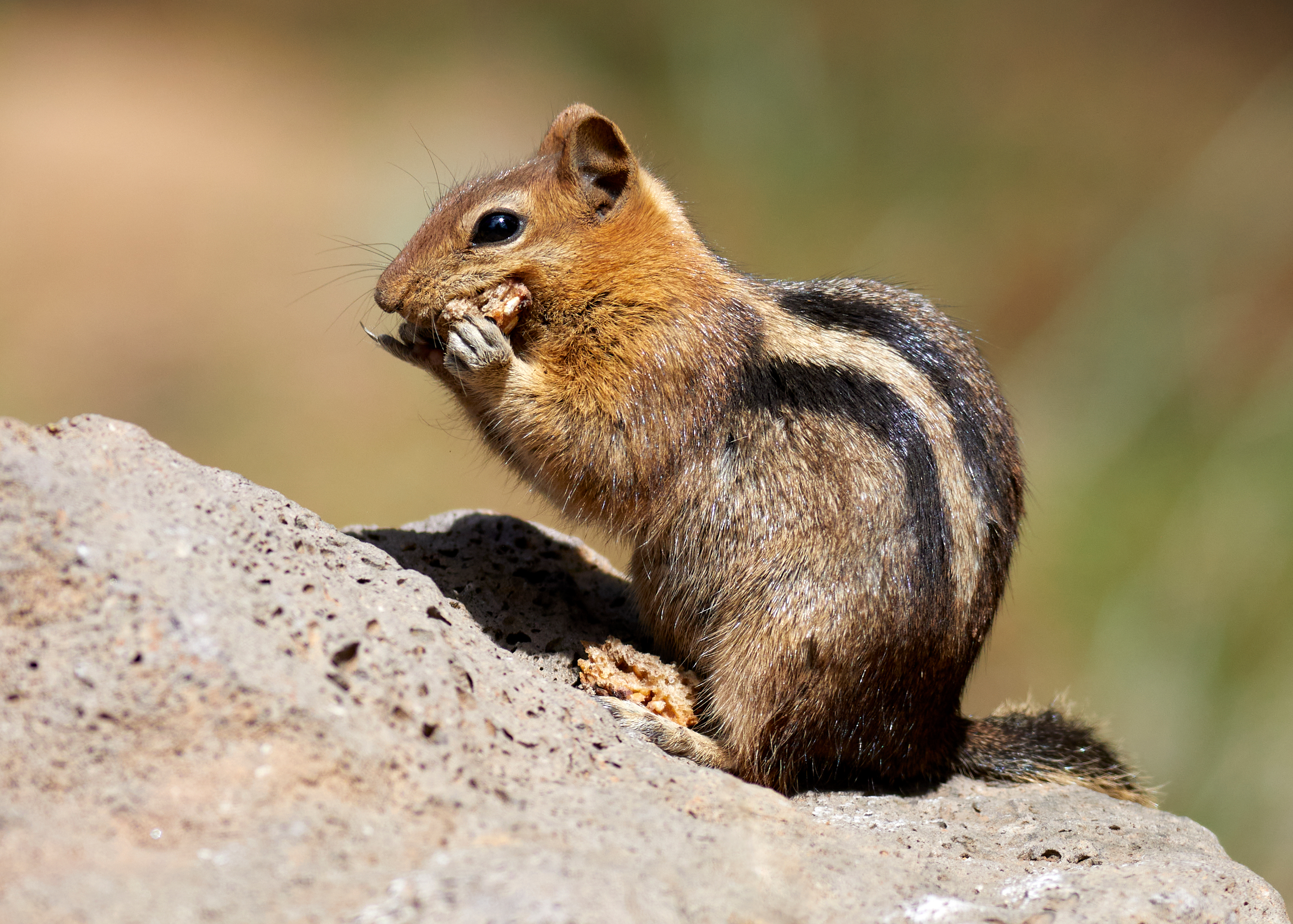
Callospermophilus lateralis en train de se nourrir assis sur un rocher près du lac Almanor, en Californie, États-Unis. Mai 2020.

Il se nourrit de graines, noix, baies et champignons.

### Comportement social
Les Spermophiles à manteau doré vivant près des humains sont très peu farouches et sont capables de venir mendier de la nourriture. Lorsqu'un prédateur approche, des écureuils vont émettre un cri d'alarme, ce qui permettra à la communauté de fuir vers la sécurité du terrier. Les prédateurs principaux de cette espèce sont le lynx roux, le renard, le coyote, plusieurs rapaces de la famille des Accipitridés, plusieurs prédateurs terrestres du genre mustela.

## Répartition et habitat
Il vit préférentiellement dans les forêts humides de conifères, souvent en altitude.